# Gare de Château-d'Oex
La gare de Château-d'Oex est une gare ferroviaire situé sur le territoire de la commune suisse de Château-d'Œx, dans le canton de Vaud.

## Situation ferroviaire
Établie à 967,6 mètres d'altitude, la gare de Château-d'Oex est située au point kilométrique 32,67 de la ligne de Montreux à Lenk im Simmental.
Elle est dotée de cinq voies et de deux quais dont un latéral et un central.

## Histoire
La gare de Château-d'Oex a été mise en service en 1904, en même temps que la section de Montbovon à Château-d'Œx de la ligne de Montreux à Zweisimmen, le 19 de l'an. La section de Château-d'Œx à Gstaad a été quant à elle mise en service le 20 décembre 1904,,.
La gare a été lourdement modernisée entre 2013 et 2015 pour un montant de 22 millions de francs suisses dont 15 millions à la charge du canton. Les voies et les aiguillages ont été remplacés avec la mise en place d'une télécommande à distance depuis les centres de commande de Montreux et Zweisimmen grâce à l'installation de la fibre optique. Une cinquième voie a été installée et de nouveaux quais plus longs ont été construits afin de pouvoir accueillir les trains « TransGoldenPass » circulant de Montreux à Interlaken-Est.

## Service des voyageurs

### Accueil
Gare du MOB, elle est dotée d'un bâtiment voyageurs ainsi que de distributeurs automatiques de titres de transport. La gare est accessible aux personnes à mobilité réduite.

### Desserte
La gare de Château-d'Oex est desservie toutes les heures par un train du MOB reliant Montreux à Zweisimmen.

### Intermodalité
Depuis le changement d'horaire de décembre 2020, la gare de Château-d'Oex est desservie par la ligne d'autocars interurbains 175 exploitée par CarPostal et reliant Château-d'Œx à Leysin en passant par le col des Mosses et le Sépey. Cette ligne est issue de la fusion des lignes 171 (Leysin - Le Sépey), 173 (Le Sépey - Col des Mosses) et 174 (Col des Mosses - Château-d'Œx) en une unique ligne 175 reliant Leysin à Château-d'Œx via le Sépey et le col des Mosses en suivant un horaire cadencé à l'heure ou aux deux heures suivant les jours et le moment de la journée. Elle permet la création de nœuds de correspondance systématiques avec les trains en gare du Sépey et de Château-d'Oex,.

## Projets
Le changement d'horaire de décembre 2020 a vu changer la desserte MOB sur la ligne de Montreux à Zweisimmen. La gare est désormais desservie toutes les heures par des trains Regio parcourant la ligne. L'étape suivante est la mise en service de trains panoramiques GoldenPass accélérés circulant dans un sillon horaire supplémentaire. La mise en service de ces trains a finalement été reportée à décembre 2022 en raison de retard dans la construction des bogies à écartement variables ainsi que par la baisse de la fréquentation touristique induite par la pandémie de Covid-19,. 